# Leonel Miranda
Leonel Ariel «Lolo» Miranda (Avellaneda, Argentina; 7 de enero de 1994) es un futbolista argentino. Se desempeña como mediocampista en el Club Atlético San Telmo, de la Primera Nacional.

## Trayectoria

### Independiente
Leonel Miranda llegó a Independiente luego de una prueba realizada con Ricardo Bochini en el club Albión de Avellaneda. En la pretemporada de invierno de 2012 viajó junto a la reserva a Brasil, donde fue uno de los jugadores más destacados en partidos contra equipos locales, llamando la atención del club Botafogo. El 10 de octubre de 2012, mientras jugaba en la Reserva que comandaba Ariel Wiktor, firmó su primer contrato profesional con Independiente, por cinco años.
Fue citado para realizar la pretemporada junto a la Primera en el verano de 2013, teniendo sus primeras oportunidades en los partidos por Torneos de Verano contra Racing Club y Boca Juniors. Sus buenas actuaciones en esos partidos, logrando una buena sociedad con Daniel Montenegro, le permitieron conservar la titularidad en partidos oficiales. El debut oficial llegó el 3 de febrero de 2013 frente a Tigre en un partido postergado por la fecha 12 del Torneo Inicial 2012, con resultado final 1 a 1. Su primer gol llegó en la fecha 3 en el Clásico de Avellaneda contra Racing Club.

### Houston Dynamo
El 8 de enero de 2015 se anunció que Miranda se uniría al Houston Dynamo FC de la Major League Soccer en calidad de préstamo hasta el final de la temporada 2015 de la MLS. El préstamo se extendió para la temporada 2016 de la MLS el 30 de enero de 2016. 

### Defensa y Justicia
Club Social y Deportivo Defensa y Justicia reveló el fichaje de Leonel Miranda a través de sus cuentas de redes sociales el lunes 25 de julio de 2016, publicando una foto de Miranda poniendo lápiz sobre papel.

### Racing Club
En enero de 2020, Miranda se unió a Racing Club a préstamo por seis meses del Club Tijuana, con una opción de compra por alrededor de 3 millones de dólares. Después de cinco apariciones en la liga, la opción de compra se activó automáticamente. 
El 6 de noviembre de 2022 se consagra campeón por primera vez en su carrera con Racing Club al ganar el Trofeo de Campeones 2022. Posteriormente el 20 de enero de 2023 logra formar parte del plantel campeón de la Supercopa Internacional 2022. Se fue a mediados de 2024, luego de numerosas lesiones y problemas personales.

### Tigre
Estuvo con el Club Atlético Tigre durante la Liga Profesional 2024.

### Banfield
Firmó con el Club Atlético Banfield de la Zona Sur del Gran Buenos Aires en enero de 2025.

## Estadísticas

### Clubes
Actualizado hasta su último partido disputado el 25 de febrero de 2025.
| Club                                   | Div.          | Temporada     | Liga  | Liga  | Liga   | Copas nacionales | Copas nacionales | Copas nacionales | Torneos internacionales | Torneos internacionales | Torneos internacionales | Total | Total | Total  |
| Club                                   | Div.          | Temporada     | Part. | Goles | Asist. | Part.            | Goles            | Asist.           | Part.                   | Goles                   | Asist.                  | Part. | Goles | Asist. |
| -------------------------------------- | ------------- | ------------- | ----- | ----- | ------ | ---------------- | ---------------- | ---------------- | ----------------------- | ----------------------- | ----------------------- | ----- | ----- | ------ |
| C. A. Independiente Argentina          | 1.ª           | 2012-13       | 15    | 1     | 1      | 1                | 1                | 0                | —                       | —                       | —                       | 16    | 2     | 1      |
| C. A. Independiente Argentina          | 2.ª           | 2013-14       | 19    | 0     | 0      | 1                | 0                | 0                | —                       | —                       | —                       | 20    | 0     | 0      |
| C. A. Independiente Argentina          | Total club    | Total club    | 34    | 1     | 1      | 2                | 1                | 0                | 0                       | 0                       | 0                       | 36    | 2     | 1      |
| Houston Dynamo F. C. Estados Unidos    | 1.ª           | 2015          | 20    | 2     | 1      | 3                | 1                | 0                | —                       | —                       | —                       | 23    | 3     | 1      |
| Houston Dynamo F. C. Estados Unidos    | 1.ª           | 2016          | 12    | 1     | 1      | 2                | 1                | 0                | —                       | —                       | —                       | 14    | 2     | 1      |
| Houston Dynamo F. C. Estados Unidos    | Total club    | Total club    | 32    | 3     | 2      | 5                | 2                | 0                | 0                       | 0                       | 0                       | 37    | 5     | 2      |
| C. S y D. Defensa y Justicia Argentina | 1.ª           | 2016-17       | 23    | 3     | 1      | 2                | 0                | 0                | 3                       | 0                       | 0                       | 28    | 3     | 1      |
| C. S y D. Defensa y Justicia Argentina | 1.ª           | 2017-18       | 24    | 1     | 4      | 2                | 0                | 0                | 3                       | 1                       | 0                       | 29    | 2     | 4      |
| C. S y D. Defensa y Justicia Argentina | 1.ª           | 2018-19       | 25    | 0     | 0      | 4                | 0                | 0                | 8                       | 1                       | 0                       | 37    | 1     | 0      |
| C. S y D. Defensa y Justicia Argentina | Total club    | Total club    | 72    | 4     | 5      | 8                | 0                | 0                | 14                      | 2                       | 0                       | 94    | 6     | 5      |
| Club Tijuana · México                  | 1.ª           | 2019-20       | 17    | 3     | 0      | 2                | 1                | 0                | —                       | —                       | —                       | 19    | 4     | 0      |
| Club Tijuana · México                  | Total club    | Total club    | 17    | 3     | 0      | 2                | 1                | 0                | 0                       | 0                       | 0                       | 19    | 4     | 0      |
| Racing Club Argentina                  | 1.ª           | 2019-20       | 7     | 1     | 0      | 1                | 0                | 0                | 2                       | 0                       | 0                       | 10    | 1     | 0      |
| Racing Club Argentina                  | 1.ª           | 2020          | —     | —     | —      | 6                | 0                | 2                | 8                       | 0                       | 0                       | 14    | 0     | 2      |
| Racing Club Argentina                  | 1.ª           | 2021          | 13    | 0     | 1      | 18               | 1                | 1                | 7                       | 0                       | 3                       | 38    | 1     | 5      |
| Racing Club Argentina                  | 1.ª           | 2022          | 25    | 1     | 1      | 15               | 2                | 3                | 6                       | 1                       | 1                       | 46    | 4     | 5      |
| Racing Club Argentina                  | 1.ª           | 2023          | —     | —     | —      | 2                | 0                | 0                | —                       | —                       | —                       | 2     | 0     | 0      |
| Racing Club Argentina                  | 1.ª           | 2024          | —     | —     | —      | 11               | 0                | 1                | —                       | —                       | —                       | 11    | 0     | 1      |
| Racing Club Argentina                  | Total club    | Total club    | 45    | 2     | 2      | 53               | 3                | 7                | 23                      | 1                       | 4                       | 121   | 6     | 13     |
| C. A. Tigre Argentina                  | 1.ª           | 2024          | 4     | 0     | 0      | —                | —                | —                | —                       | —                       | —                       | 4     | 0     | 0      |
| C. A. Tigre Argentina                  | Total club    | Total club    | 4     | 0     | 0      | 0                | 0                | 0                | 0                       | 0                       | 0                       | 4     | 0     | 0      |
| C. A. Banfield Argentina               | 1.ª           | 2025          | 5     | 0     | 0      | —                | —                | —                | —                       | —                       | —                       | 5     | 0     | 0      |
| C. A. Banfield Argentina               | Total club    | Total club    | 5     | 0     | 0      | 0                | 0                | 0                | 0                       | 0                       | 0                       | 5     | 0     | 0      |
| C. A. San Telmo Argentina              | 2.ª           | 2025          | 0     | 0     | 0      | —                | —                | —                | —                       | —                       | —                       | 0     | 0     | 0      |
| C. A. San Telmo Argentina              | Total club    | Total club    | 0     | 0     | 0      | 0                | 0                | 0                | 0                       | 0                       | 0                       | 0     | 0     | 0      |
| Total carrera                          | Total carrera | Total carrera | 209   | 13    | 10     | 70               | 7                | 7                | 37                      | 3                       | 4                       | 316   | 23    | 21     |
| 1. 2.                                  |               |               |       |       |        |                  |                  |                  |                         |                         |                         |       |       |        |

## Palmarés

### Campeonatos nacionales
| Título                  | Club        | País      | Año  |
| ----------------------- | ----------- | --------- | ---- |
| Trofeo de Campeones     | Racing Club | Argentina | 2022 |
| Supercopa Internacional | Racing Club | Argentina | 2022 |